# Crateús
Crateús este un oraș în statul Ceará (CE) din Brazilia.